# Phytosciara ctenotipia
Phytosciara ctenotipia är en tvåvingeart som beskrevs av Yang, Zhang och Yang 1993. Phytosciara ctenotipia ingår i släktet Phytosciara och familjen sorgmyggor.
Artens utbredningsområde är Fujian (Kina). Inga underarter finns listade i Catalogue of Life.